# تغذية النبات

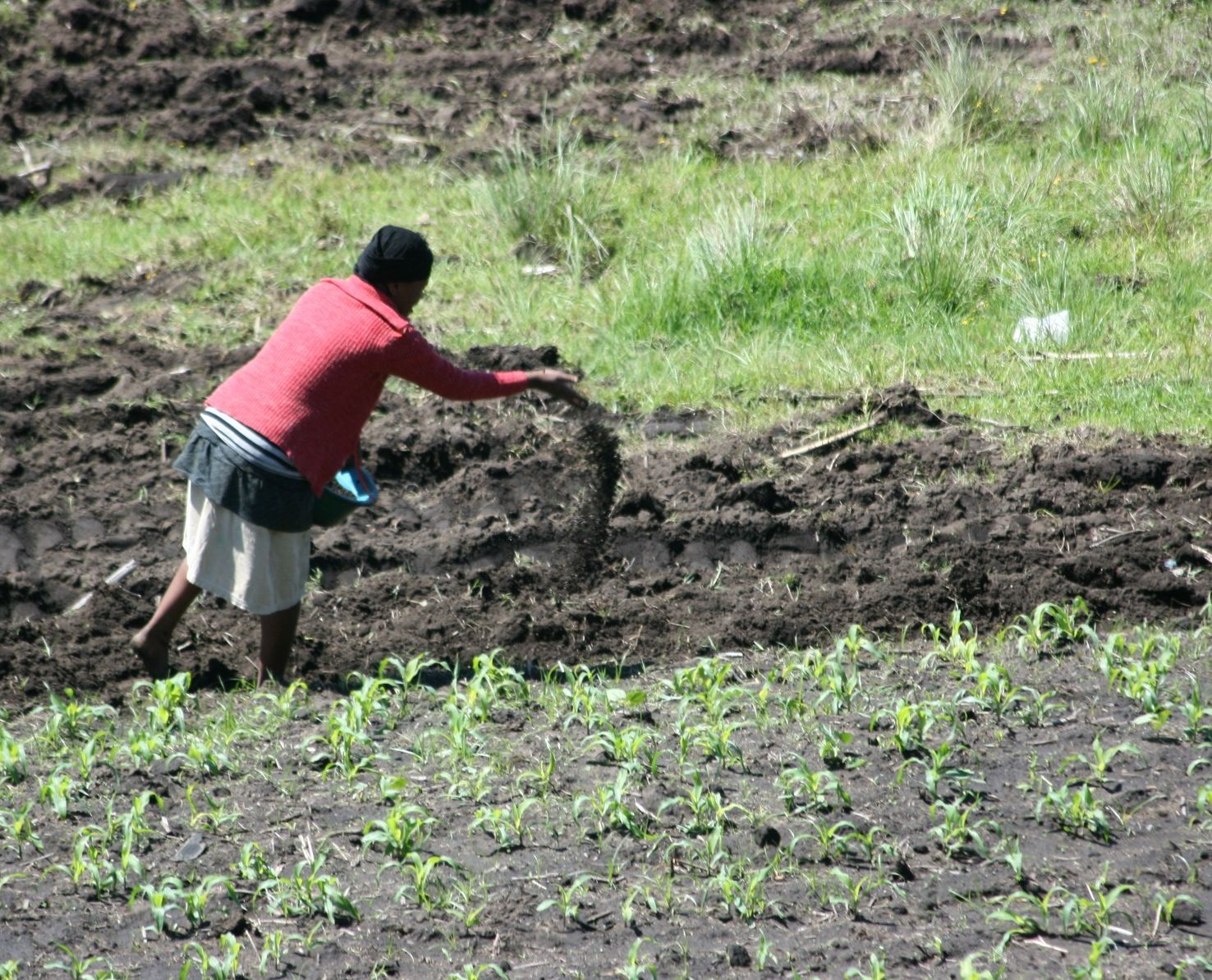

تغدية النبات هي دراسة العناصر و‌المركبات الكيميائية الضرورية لنمو النبات، و‌تمثيله الغذائي. تتوفر العناصر إما بشكل تلقائي طبيعي في التربة (دورة العناصر) أو عن طريق إضافتها من قبل الإنسان.
تختلف الأراضي بدرجة خصوبتها حسب عوامل عديدة، والتغذية الجيدة تعتمد أساساً على التوازن ما بين العناصر الغذائية التي يحتاج إليها النبات سواء أكانت هذه العناصر متوفرة أصلاًً في التربة أو مضافة على شكل أسمدة. وكلما اقتربت درجة التوازن ما بين هذه العناصر الغذائية بالكم والكيف من الحد الأمثل لحاجة النبات كلما حصلنا على إنتاج أفضل شرط توفر العوامل اللازمة الأخرى. وعند نقص كمية أحد هذه العناصر الغذائية، فإن تأثيره يكون واضحاً على النبات سواء بمظاهر خارجية مرئية على النبات (تغير لون الأوراق مثلاً) أو بشكل غير مباشر بتأثيره على الإنتاج الزراعي.

## طرق تشخيص نقص العناصر

### تحليل التربة
يفيد تحليل التربة ومعرفة محتواها من العناصر الغذائية لمعرفة نقص العناصر الكبرى الذي ظهرت أعراضه على النبات أو التي قد تظهر بعد فترة من حياة النبات. إن الحد الحرج (بالإنجليزية: Threshold limit)‏ والشكل الذي يوجد به كل عنصر منها أصبحا معروفين، وكذلك التداخلات بين هذه العناصر وتأثير بقية العوامل عليها. أما بالنسبة للعناصر الصغرى فإن هذه الطريقة لا يمكن الاعتماد عليها كلياً لمعرفة نقص العناصر نظراً لعدم معرفة الحد الحرج والشكل الذي يوجد به العنصر بشكل صالح للامتصاص في التربة كذلك كل التأثيرات الأخرى عليه بشكل كامل وقد ظهرت أعراض نقص بعض العناصر على نباتات نامية على تربة تحتوي كميات من هذه العناصر أكبر بكثير من تربة أخرى لم تظهر على مزروعاتها أية أعراض.

### تحليل النبات
حتى اليوم لا يمكن الاعتماد على هذه الطريقة بشكل كامل لتشخيص أعراض نقص العناصر وخاصة الصغرى منها وذلك لأن الحد الحرج من كل عنصر ضمن النبات ما زال غير معروف بشكل كامل كما أن الشكل الذي يوجد به العنصر في النبات ونسبة كل عنصر إلى غيره ما زال يكتنفه الكثير من الغموض، فقد تظهر كميات من عنصر ما في أوراق مصابة أكبر من الكميات الموجودة في أوراق سليمة. إضافة إلى أن المتطلبات النباتية لأي من العناصر هذه تختلف من نبات لآخر ومن فترة لأخرى ضمن النبات الواحد خلال فترة حياته.

### المظاهر الخارجية
رغم التطور الكبير في أجهزة التحليل المخبري، لا تزال هذه الطريقة تعتبر من أهم الطرق لتشخيص نقص العناصر الغذائية على النباتات، وذلك لأن لكل عنصر تأثير معين أو مجموعة من التأثيرات على كل نبات وعند غياب هذا العنصر أو انخفاض مستواه عن الحد الحرج لعدم توفره في التربة أو بسبب التداخلات مع عناصر أخرى فإنه تظهر على النبات علامات نقص خاصة به متميزة في كثير من الأحيان من الأعراض التي يسببها عنصر آخر. وقد تختلط الأمور في بعض الأحيان وخاصة في المراحل الأولى لظهور الأعراض كالاصفرار مثلاً الذي يلاحظ أحياناً في بداية النمو قد يكون سببه أكثر من عنصر إلا أنه لا يلبث أن يتمايز بعد فترة وجيزة وهذه الطريقة تحتاج إلى تدريب جيد وممارسة طويلة.
تنقسم العناصر إلى قسمين:
- عناصر كبرى
- عناصر صغرى

## العناصر الكبرى
وتشمل تسعة عناصر، وهي:، الكربون، الأكسجين، الهيدروجين، النيتروجين، الفسفور، البوتاسيوم، المغنيسيوم، الكبريت، الكالسيوم.
يحصل النبات على الكربون والأكسجين من الهواء والهيدروجين من الماء. بينما تزود التربة النبات بالعناصر الأخرى

## العناصر الصغرى
وتشمل تسعة عناصر هي: البورون، الحديد، النحاس، الزنك، المنغنيزيوم، الموليبدينوم، الكلور، النيكل. يضاف الكوبالت أحياناً لهذه المجموعة نظراً لاستعماله في تثبيت النيتروجين.

### النيتروجين أو الآزوت
عنصر متحرك في النبات هو عنصر النمو الخضري وحتى نحصل على نمو خضري جيد لابد من توفر كميات مناسبة منه في التربة إنما يجب أن لانبالغ بإضافة النتروجين إلى التربة حتى لايزداد النمو الخضري على حساب النمو الثمري ولأنه عنصر يفقد من التربة خلال فترة قصيرة أما بالغسل أو بالتطاير كما أن الكميات الكبيرة منه تقلل من مقاومة النبات للأمراض. يوجد النتروجين في التربة على شكلين:
- الشكل المعدني أمونيوم أو نترات وهو الجزء الصالح للامتصاص.
- الشكل العضوي ولا يستفيد منه النبات إلا بعد تحلله وتحوله إلى الشكل المعدني.

#### أهم وظائف النتروجين في النبات
1. يدخل في بناء المواد البروتينية.
2. يعتبر أهم مكونات البروتوبلازم.
3. يدخل في تركيب اليخضور.
4. يدخل في تركيب أكثر مكونات الأزهار والثمار.
5. يتحكم في قدرة النبات على امتصاص الفوسفور والبوتاس.

### الفوسفور
عنصر متحرك ضمن النبات قليل الحركة في التربة وهو من العناصر الغذائية الأساسية جداً في تغذية النبات ويأتي بالمرتبة الثانية بعد الآزوت من حيث كميته في الأنسجة النباتية يثبت جزء كبير من الفوسفور في التربة على شكل فوسفات ثلاثي الكالسيوم وهذا المركب غير قابل للإفادة علماً أن النباتات تستطيع الاستفادة من فوسفات أحادي وثنائي الكالسيوم في وجود المادة العضوية. يخزن الفوسفور في جذور الأشجار المثمرة عند عدم الحاجة إليه وكذلك ينتقل جزء من الأوراق في نهاية فصل النمو ويخزن بالجذور، وتعتبر البذور أغنى أجزاء النبات به، يوجد الفوسفور في التربة على شكل عضوي أو معدني، تزداد كمية الفوسفور العضوي بزيادة كمية النتروجين العضوي في التربة وتعمل أحياء التربة الدقيقة على تحول الفوسفور العضوي إلى فوسفور غير عضوي والطبيعة المميزة للفوسفور قلة ذوبانه في الماء أو المحلول الأرضي ويوجد مدمصاً على غرويات التربة ويكثر وجوده على الحبيبات الدقيقة من التربة ويقل على الحبيبات الخشنة وتختلف درجة استفادة النبات من الفوسفور حسب عوامل عديدة أهمها:
- نوع معدن الطين حيث يثبت في الأراضي الطينية أكثر من الخفيفة.
- درجة الحموضة في التربة حيث تصل أعلى درجة صلاحية للاستفادة منه عند PH 6.5-7.
- المادة العضوية حيث يلعب غاز CO2 المنطلق من تحلل المادة العضوية دوراً كبيراً في زيادة قابلية الفوسفور للإفادة.

#### أهم وظائف الفوسفور
- يدخل في تركيب بروتين النواة.
- عنصر مهم في عمليات التنفس.
- له دور في عمليات التحول للكربوهيدرات داخل النبات مثل تحول النشا إلى سكر.
- له دور في تمثيل الدهون.
- يسرع في عمليات نضج الثمار.

#### أعراضنقص الفسفور
- يصبح لون الأوراق أكثر اخضراراً من اللون الطبيعي.
- تبقى الأوراق صغيرة وتظهر النموات الحديثة بلون أرجواني أو أحمر بسبب تراكم مادة الانتوسيانين.
- سمك نمو الخشب يكون قليل التفرع محدود وتشكل الفروع زوايا حادة.
- عروق الأوراق السفلى وكذلك أعناقها يظهر عليها اللون الأرجواني.
- ينقص تكوين البراعم الثمرية.
- في حالات النقص الشديد تكون الأوراق الكبيرة مبرقشة باللون الأصفر الفاتح والأخضر الغامق وهذه الأوراق تسقط سريعاً.معالجة نقص الفوسفور:يعالج النقص بالأسمدة الفوسفاتية المتوفرة على شكل سوبر فوسفت 46% وهو سماد منتج محلياً.

### البوتاسيوم أو البوتاس
هو عنصر متحرك داخل النبات قليل الحركة في التربة، لايدخل في تركيب مواد هامة داخل الأنسجة النباتية ويوجد بها على شكل ملح ذائب غير عضوي يكثر في الخلايا المريستيمية ويرتبط مباشرة بالبناء البروتيني يعتبر من العناصر الغذائية الأساسية ويسمى هذا العنصر بعنصر النوعية. نقصه يسبب تراكم وعدم تحول الأحماض الأمينية إلى بروتين يكون امتصاص هذا العنصر على أشده خلال فترة آذار إلى تشرين ثاني وفي نهاية فصل النمو يعود جزء من البوتاس الموجود في الأوراق إلى الأنسجة الخشبية داخل النبات حيث يخزن بها ويلاحظ الجزء الأكبر من هذا العنصر في الطبقات السطحية من التربة، يعتبر البوتاس المتبادل المصدر الأول للبوتاس القابل للامتصاص من قبل النبات ولا يمثل النوع عادة إلا مقداراً بسيطاً من البوتاس الكلي في التربة.

#### أهم وظائف البوتاس ضمن النبات
- عنصر مهم في إنتاج وانتقال السكريات في النبات.
- يساعد على اختزال السكريات وتحولها إلى نشا
- وجوده أساسي لعمليات التمثيل الضوئي.
- يساعد في امتصاص الآزوت من التربة.
- يزيد في مقاومة النبات لبعض الأمراض
- يقلل من عمليات النتح للنبات وبالتالي يزيد من مقاومته للجفاف.
- يكسب الساق والأوراق متانة.

#### أعراض نقص البوتاسيوم
- اصفرار في الأوراق عند الحواف وباتجاه الداخل.
- التفاف الأوراق على شكل ميزاب.
- يتحول لون الأوراق الأصفر إلى أسمر أو بني محروق.
- يسبق الاحتراق عادة لون أرجواني غامق تسبقه بلزمة لخلايا الأوراق.
- حجم الأوراق يبقى صغيراً.
- إذا كان النقص قليل يتشكل محصول إنما قليل الكم والنوع.
- في حالات النقص الشديد تموت الأوراق وخاصة في منتصف الأفرع.
- يلاحظ ضعف تكوين البراعم الثمرية في الأشجار المثمرة.
- بشكل عام تكون مواصفات الثمار الناتجة سيئة.

#### علاج نقص البوتاسيوم
يعالج نقص البوتاس بالأسمدة المتوفرة في القطر على شكل سلفات البوتاس 50%.

### الكالسيوم
يمتص على صورة Ca++ وذلك إما في المحلول الأرض أو من الكالسيوم المتبادل مباشرة والنباتات البقولية تمتص كميات أكبر من النباتات النجيلية وهو عنصر غير متحرك ضمن النباتات لذلك تظهر أعراض نقصه على الأوراق الحديثة النمو أولاً.

#### أهم وظائف الكالسيوم
- معادلة الأحماض التي تنتج من الخلايا خصوصاً أثناء تكوين البروتين وتحولاته.
- يدخل في تركيب الصفيحة الوسيطة للخلايا على صورة بكتات الكالسيوم.
- يعمل على تنشيط الأنسجة المريستيمية في القمم النامية.
- ضروري في تكوين الأزهار.
- يؤثر في حركة انتقال الكربوهيدرات في النبات.
- يزيد من مقاومة النبات للامراض

#### أعراض نقص الكالسيوم
- جفاف القمم النامية للأفرع والجذور.
- تظهر بقع ميتة على الأوراق.
- جفاف أطراف الأوراق حديثة النمو بعد أن تلتوي ثم تتقصف.
- يلاحظ على الثمار بقع ميتة (متفلنة).
- تكون الجذور قصيرة وملتوية وتموت معظم الجذور من القمة الأعلى.
- عفن الطرف الزهري.

#### علاج نقص الكالسيوم
يعالج بإضافة كربونات الكالسيوم كما يتم بطريقة غير مباشرة عند استخدام السوبر فوسفات أو الكالنترو.

### المغنزيوم
عنصر متحرك ضمن النبات يوجد بالتربة بكميات كافية كما أن وجود الكالسيوم يخفف من تأثيره السام، يمتص على شكل أيونات المغنزيوم وتظهر أعراض النقص غالباً في الأراضي الخفيفة، يكثر وجوده في البذور مرتبطاً مع الفوسفور وعلى اعتبار أنه عنصر متحرك فإن أعراض نقصه تظهر على الأوراق السفلية من الفروع أولاً.

#### وظائف المغنزيوم
- يدخل في تركيب اليخضور.
- له علاقة بتكوين الزيوت داخل أنسجة النبات3- يساعد في تحرك الفوسفور والكربوهيدرات داخل النبات.
- ضروري لتنشيط عدد من الأنزيمات.

#### أعراض نقص المغنزيوم
تحلل اليخضور وزوال اللون الأخضر فيما بين العروق مع بقاء العروق خضراء. تتأثر الأوراق الكبيرة أولاً وفي حالات الإصابة الشديدة تسقط الأوراق وتظهر الأشجار شبه عارية.

#### علاج نقص المغنزيوم
يعالج بإضافة كبريتات المغنزيوم أو رشها على الأوراق في حال الإصابة الخفيفة كما يتم العلاج بطريقة غير مباشرة عند استخدام الكالنترو والذي يحتوي على كربونات المغنزيوم بنسبة 5% ، و سلفات المغنيسيوم mgso4.7H2o حيث يحتوي هذا السماد علي أكسيد المغنيسيوم و الكبريت بنسب تختلف من منتج لآخر 

### الكبريت
عنصر متحرك يمتص على صورة كبريتات SO4++ ثم يختزل في النبات إلى كبريت أو سلفوهيدرو كسيل إذا زادت كميته عن حد معين يخفض رقم PH التربة كما تنقص كمية النترات الصالحة للامتصاص لأن البكتريا التي تؤكسد الكبريت تحتاج إلى أكسجين النترات في عملية الأكسدة.يكثر وجود الكبريت في الطبقة السطحية من التربة أول ماتظهر أعراض نقصه على الأوراق حديثة التكوين.
وظائف الكبريت:
1- يدخل في تركيب الأحماض الأمينية والهرمونات النباتية.
2- يلعب دوراً هاماً في عملية التنفس.
3- يدخل في تركيب الزيوت الطيارة كما في البصل والثوم
4- يساعد في تكوين الكلوروفيل.
5- يعمل على حماية النبات من بعض الأمراض 
أ- الأمراض الفطريه مثل ( البياض الدقيقي ، البياض الزغبي ، الندوة المبكرة ، الندوة المتأخرة ، اعفان الجذور  ) وذلك بتصليت الضوء علي هيفات الفطر مما يؤدي لموت الفطر في النهاية . 
ب - بيض بعض الحشرات مثل #الاكروسات 
أعراض نقص الكبريت في النبات:
1- ظهور اللون الأصفر الشاحب على الأوراق
2- جفاف الفروع في الأشجار المثمرة
3- ضعف في نمو الكالسيوم
معالجة نقص الكبريت:
يعالج بإضافة كبريتات الأمونيوم أو كبريتات الكالسيوم وتستخدم كبريتات الكالسيوم في التربة غير الكلسية كما يتم العلاج بطريقة غير مباشرة باستخدام السوبر فوسفات أو سلفات البوتاس مثلاً حيث يستفيد النبات من الكبريت المتوفر بهذه الأسمدة.

### الحديد
عنصر قليل الحركة ضمن النبات يمتص على صورة ثنائي Fe++ يدخل وسيط في تكوين الكلورفيل كما أنه يدخل في تركيب السيتوكروم وله علاقة بتكوين أنزيم البروكسيد ايز. نلاحظ الآن أعراض نقص الحديد على الأشجار المثمرة بشكل كبير في القطر العربي السوري وإن ظهر أعراض نقص هذا العنصر لايعني بالضرورة عدم توفره بالتربة بل بالعكس تبين أن بعض الأشجار التي تعاني من نقصه تنتشر في أراضي غنية بالحديد منطقة الزبداني مثلاً، إلا أنه يكون على صورة غير قابلة للامتصاص.

#### وظائف الحديد في النبات
- يلعب دور وسيط وأساسي في تكوين الكلوروفيل ولايدخل في تركيبه.
- يدخل في تركيب السيتوكريوم، لذا فهو يلعب دوراً أساسياً في التنفس.
- يلعب دوراً أساسياً في تحويل النتروجين الذائب في الأوراق إلى بروتين يلعب دوراً كبيراً في حماية اليخضور من أشعة الشمس الشديدة.

#### أعراض نقص الحديد
- اصفرار الأوراق حديثة النمو
- تتحول كامل الأوراق على اللون الأصفر وقد تصبح شبه بيضاء وخاصة في النموات الحديثة.
- تحترق أطراف الأوراق وتصبح بنية اللون في حالات النقص الشديد، تحترق كامل الورقة وخاصة في النموات الحديثة.
- ضعف الإنتاج أو عدمه.

#### علاج أعراض نقص الحديد
يعالج بإضافة الحديد إلى التربة والمتوفر بالأسواق على شكل شيلات وتباع تحت أسماء تجارية مختلفة (راجع أعراض نقص الحديد).

### الزنك
يمتص من التربة على شكل أيونات Zn++ يكون تركيزه في الطبقات السطحية عالياً ويقل مع العمل. يرتبط ذوبان الزنك في التربة بدرجة الحموضة، نلاحظ أعراض نقص الزنك حالياً مترافقة مع أعراض نقص الحديد على الحمضيات في محافظة اللاذقية بكثرة.

#### وظائف الزنك في النبات
- يلعب دوراً في تشكيل الهرمونات النباتية.
- يلعب دوراً أساسياً في تشكيل التريتوفان المركب النباتي الذي يتركب منه الأكسين.
- يدخل في تركيب بعض الخمائر وحده أو بالاشتراك مع بعض العناصر الأخرى كالنحاس.

#### أعراض نقص الزنك
- بقع صفراء بين العروق مع بقايا أجزاء حول العروق الخضراء.
- الأوراق الجديدة تكون قصيرة وصغيرة ومتطاولة في مجموعات وردية تخرج من زر واحد بدلاً من فروع.
- موت أطراف غصون الحمضيات.
- يلاحظ وجود بقع زيتية في أوراق الحمضيات وصغر في حجم الثمار وسمك قشرتها.
- تضعف قدرة الأشجار على تكوين البراعم الثمرية وكذلك الثمار.
- في اللوزيات تكون الأوراق الوردية جالسة على الأفرع بدون أعناق.معالجة نقص الزنك:يعالج بالرش بكبريتات الزنك في حال الإصابة الخفيفة أما في حالات الإصابة الشديدة فتستخدم شيلات الزنك.

### المنغنيز
عنصر قليل الحركة في النبات يمتص على صورة ثنائي التكافؤ Mn++ تكون الأوراق الغنية بالكالسيوم فقيرة بالمنغنيز تلاحظ أعراض نقصه في الأراضي القلوية حيث يتم أكسدة المنغنيز الثنائق القابل للامتصاص إلى منغنيز ثلاثي غير قابل للامتصاص.
وظائف المنغنيز في النبات:
1- لايمكن أن يحصل تمثيل للنترات داخل النبات بدونه.
2- تضعف قدرة التنفس إذا كانت نسبة Mn/Fe أقل أو أكبر 1.5-2.5.3- له علاقة بتكوين الكلوروفيل وبعض الأحماض العضوية وعمليات الأكسدة والإرجاع داخل النبات.
أعراض نقص المنغنيز:
1- اصفرار الأوراق بين العروق تبقى حتى الدقيقة منها خضراء
2- تظهر بقع بنية محروقة على الأوراق
3- في حالات النقص الشديد قد تتساقط الأزهار والأوراق.معالجة نقص المنغنيز:تعالج أعراض نقص المنغنيز بالرش بسلفات المنغنيز.

### النحاس
يحتاجه النبات بكميات ضئيلة ونادراً ما تظهر أعراض نقصه ويوجد في التربة بكميات قليلة خاصة في الطبقات السطحية أكثر ما تظهر أعراض نقصه في الأراضي العضوية يتأثر ذوبانه بدرجة الحموضة في التربة إذا كلما انخفض رقم PH يزداد الجزء الذائب منه.

#### وظائف النحاس في النبات
1. عامل مساعد في تكوين أنزيمات التنفس وتكوين اليخضور.
2. يلعب دوراً في تفاعل الآزوت داخل النبات.
3. يزيد في مقاومة النبات للأمراض الفطرية.

#### أعراض نقص النحاس
1. اصفرار الأوراق وموت البراعم.
2. قصر في المسافات بين عقد الأغصان.
3. تقل كمية العصير داخل ثمار الحمضيات وخاصة الليمون الحامض.

#### علاج أعراض نقص النحاس
يعالج بالرش بكبريتات النحاس أو أي من المركبات النحاسية كما يمكن الاستفادة من المركبات النحاسية المستخدمة لمعالجة الفطور.

### البورون
يوجد البورون بكميات قليلة في التربة تسبب الكميات الكبيرة منه تسمم النبات، تعتبر زيادة الكالسيوم أحد أهم أسباب نقص البورون كذلك ارتفاع مستوى الماء الأرضي وسوء التهوية، يمتص على صورة بورات BO2.

#### وظائف البورون في النبات
1. يتحكم بنسبة الماء داخل النبات كذلك في امتصاص الماء من التربة.
2. له علاقة بحركة السكريات إلى أماكن تخزينها.
3. مهم لعمليات التلقيح داخل الزهرة.
4. يؤثر على امتصاص بعض العناصر مثل الآزوت والبوتاس والكالسيوم.
5. ضروري لتكوين الهرمونات في النبات.
6. يلعب دوراً في عملية تشكيل البروتينات في النبات.
7. ضروري لتكوين الحمض الأميني تريتوفان.

### الموليبدنوم
يمتصه النبات بكميات قليلة جداً نادراً ما تظهر أعراض نقصه، ذوبانه في التربة مرتبط بدرجة الحموضة حيث يثبت في الأراضي الحامضية ويكون أكثر ذوبانه في الأراضي القلوية.

#### وظائف المولبيدنيوم
1. ضروري لاختزال النترات في النبات إلى أمين ومن ثم تكوين البروتينات.
2. ضروري لتكوين حمض الاسكوربيك
3. ضروري لبكتيريا الأزوتوبكتر والتي تقوم بتثبيت الآزوت الجوي.

#### أعراضنقص الموليبدنوم
1. اصفرار الأوراق الطرفية ثم ظهور بقع بنية فاحتراق الحواف.
2. تجعد الأوراق.

#### علاج نقص المولبيدنيوم
يعالج بإضافة الصوديوم أو مركبات المولبيدات الأخرى القابلة للذوبان بالماء.